# Něžný barbar
Něžný barbar je český film, natočený roku 1989 podle stejnojmenné novely Bohumila Hrabala režisérem Petrem Kolihou.
Pojednává o životě a tvorbě grafika a malíře Vladimíra Boudníka (1924–1968). Zároveň vykresluje atmosféru počátku 50. let na pražské periferii a přátelství tří bohémů-outsiderů: Vladimíra Boudníka, spisovatele Bohumila Hrabala a filozofa Egona Bondyho.

## Obsazení
| Boleslav Polívka   | Vladimír (Vladimír Boudník) |
| Jiří Menzel        | doktor (Bohumil Hrabal)     |
| Arnošt Goldflam    | Egon (Egon Bondy)           |
| Ivana Chýlková     | Tereza                      |
| Evelyna Steimarová | Marie                       |
| Jaromír Hanzlík    | Nejedlo                     |
| Rudolf Hrušínský   | opilec                      |